# Aakirkeby
Aakirkeby is een plaats in de Deense regio Hovedstaden, gemeente Bornholm. De plaats telt 2090 inwoners (2010).
Aakirkeby is na Rønne en Nexø het grootste stadje op het eiland. Het is ook de enige koopstad zonder haven op Bornholm. In het noorden ligt het Almindingenbos en in het zuiden ligt het museum NaturBornholm. Een ander museum, het automobielmuseum, ligt in het zuidoosten van de stad. Het is vergelijkbaar met het Autotron in Rosmalen.
De stad kreeg in 1346 haar stadsrechten. Maar reeds rond het jaar 1100 was de stad het belangrijkste kerkelijke centrum alsook gerechtshof voor het eiland tot aan 1776. Later werd de stad in belangrijkheid ingehaald door de steden Rønne en Nexø. In 1818 werd zelfs voorgesteld om de stadsrechten af te schaffen, maar dit werd door de Deense koning geweigerd.
Het stadje heeft een aantal verkeersaders maar men heeft het vrachtverkeer omgeleid via de noordelijke ringweg. Het stadscentrum is tevens opnieuw ingericht wat het toerisme heeft bevorderd.

## NaturBornholm
In en buiten het museum NaturBornholm vind je de natuur-geschiedenis van Bornholm met onder andere de enige sporen van leven van dinosauriërs in Denemarken (Dromaeosauroides) en het ontstaan van het eiland vanaf het ontstaan van de aarde.

## Aa KirkeenAaker parochie

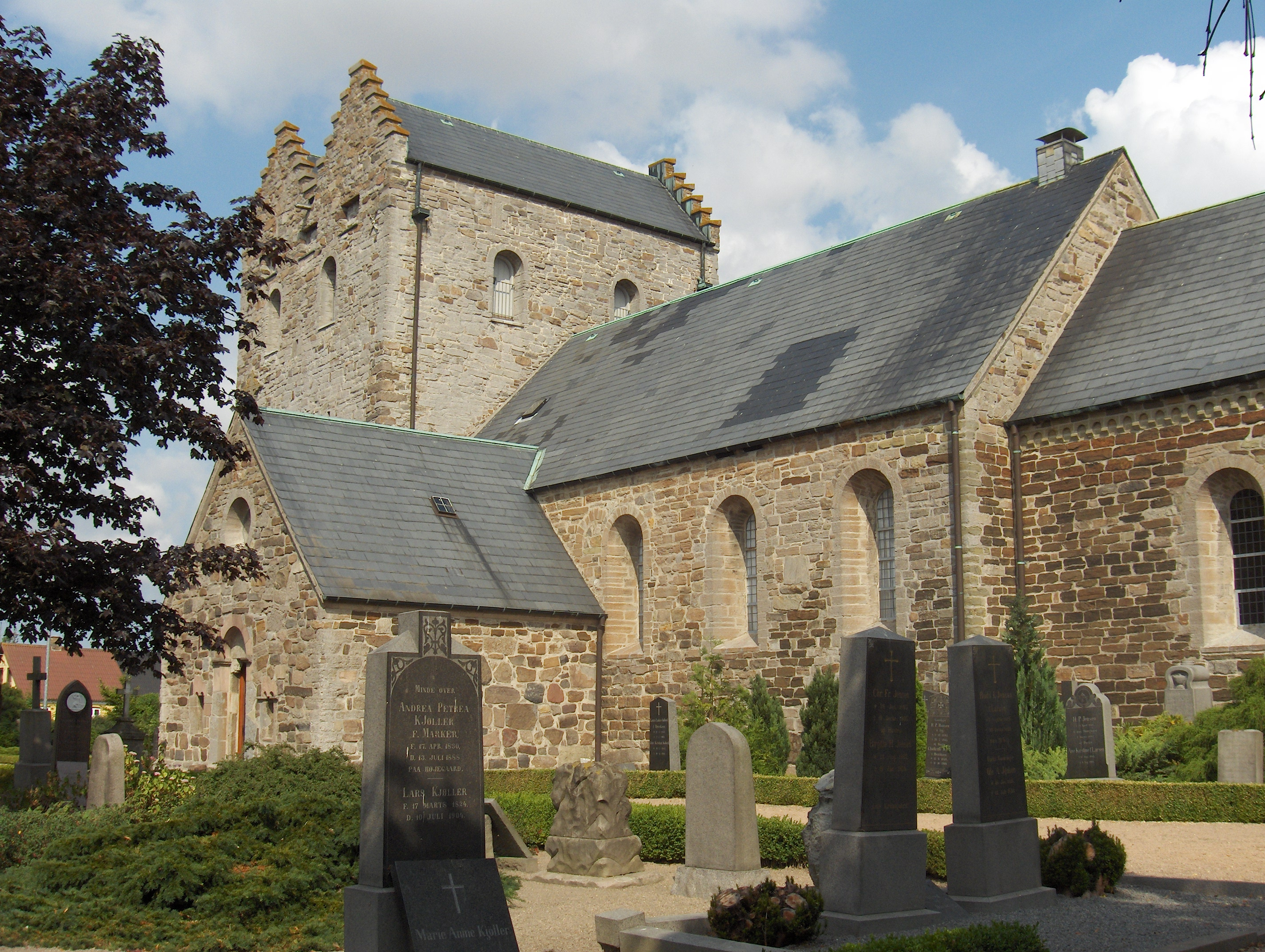
Aa kirke met begraafplaats

Aakirkeby (stad bij Aa Kirke) maakt deel uit van de "Aaker" parochie en is vernoemd naar de kerk "Aa kirke". Deze kerk is vernoemd naar twee kreken, genaamd: Læså en Grødbyå.

## Omgeving
| Omgeving op Bornholm | Omgeving op Bornholm             | Omgeving op Bornholm       |
| -------------------- | -------------------------------- | -------------------------- |
| Vestermarie Årsballe | Østerlars Gudhjem Almindingenbos | Østermarie Svaneke         |
| Rønne                |                                  | Aarsdale Nexø Balka        |
| Arnager              | Boderne                          | Pedersker Dueodde Snogebæk |

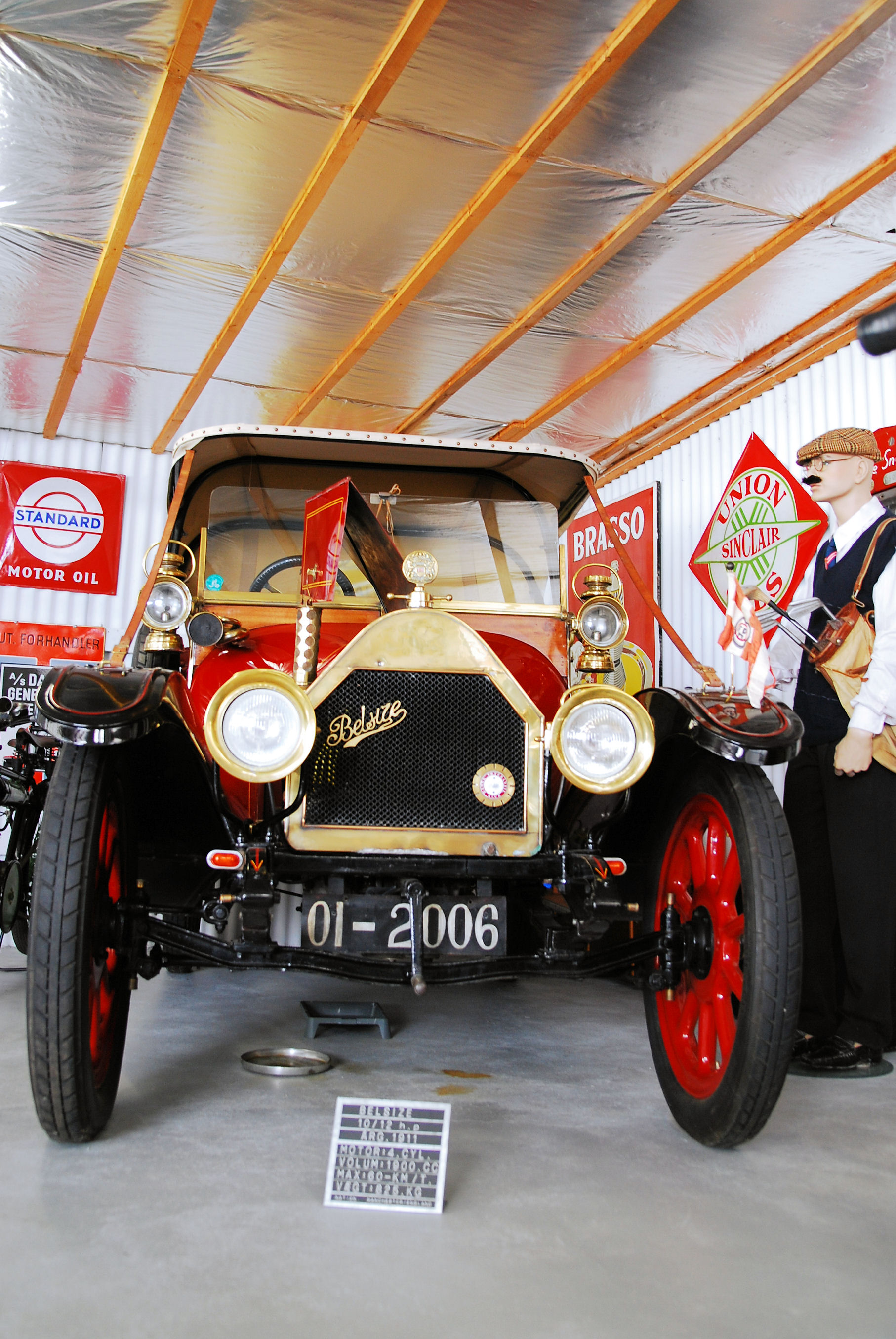
Bornholms Automobielmuseum "Bornholm Automobilmuseum"
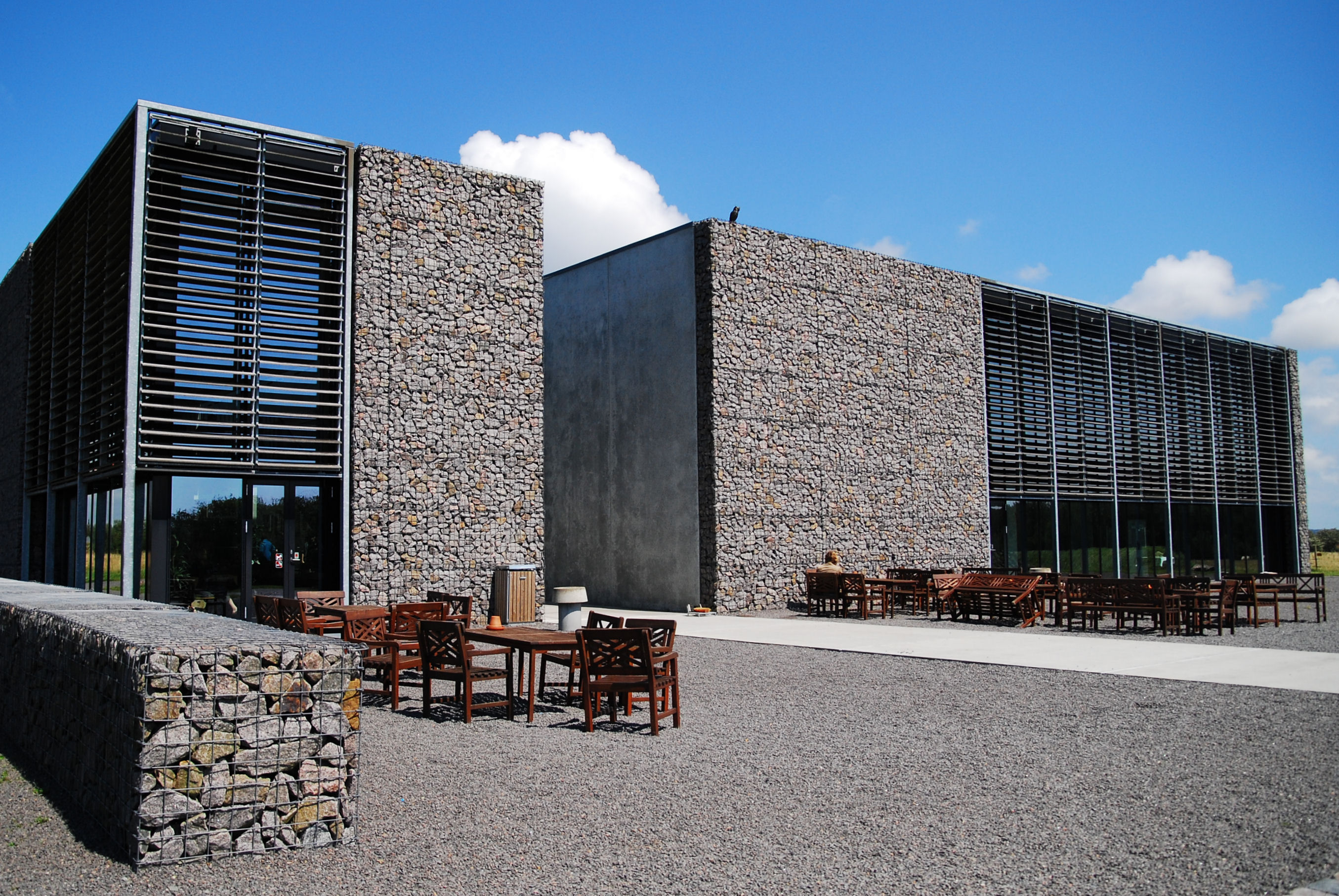
Bornholms Natuurmuseum "NaturBornholm"
De Watertoren van Aakirkeby

Steden: Aakirkeby · Allinge-Sandvig · Hasle · Nexø · Rønne

Dorpen: Aarsdale · Balka · Gudhjem · Klemensker · Listed · Lobbæk · Nyker · Nylars · Østerlars · Østemarie · Pedersker · Snogebæk · Sorthat-Muleby · Svaneke · Tejn · Vestermarie

Buurtschappen: Arnager · Årsballe · Boderne · Bodilsker · Bølshavn · Dueodde · Helligpeder · Ibsker · Knudsker · Melsted · Olsker · Poulsker · Rø · Rutsker · Sandkås · Smørenge · Stenseby · Teglkås · Vang

Omgeving op en nabij Bornholm: Almindingen · Christiansø · Døndalen · Ekkodalen · Ertholmene · Frederiksø · Gryet · Hammeren · Paradisbakkerne · Rytterknægten · Stammershalle · Troldeskoven
- Gemeinsame Normdatei: 7543245-6
- MusicBrainz: e97d11d4-06c2-43b0-8932-6a1673befd1b
- Virtual International Authority File: 235704781
- WorldCat: E39PBJtCDWkg98XPqBbVftkqwC